# Euristeu

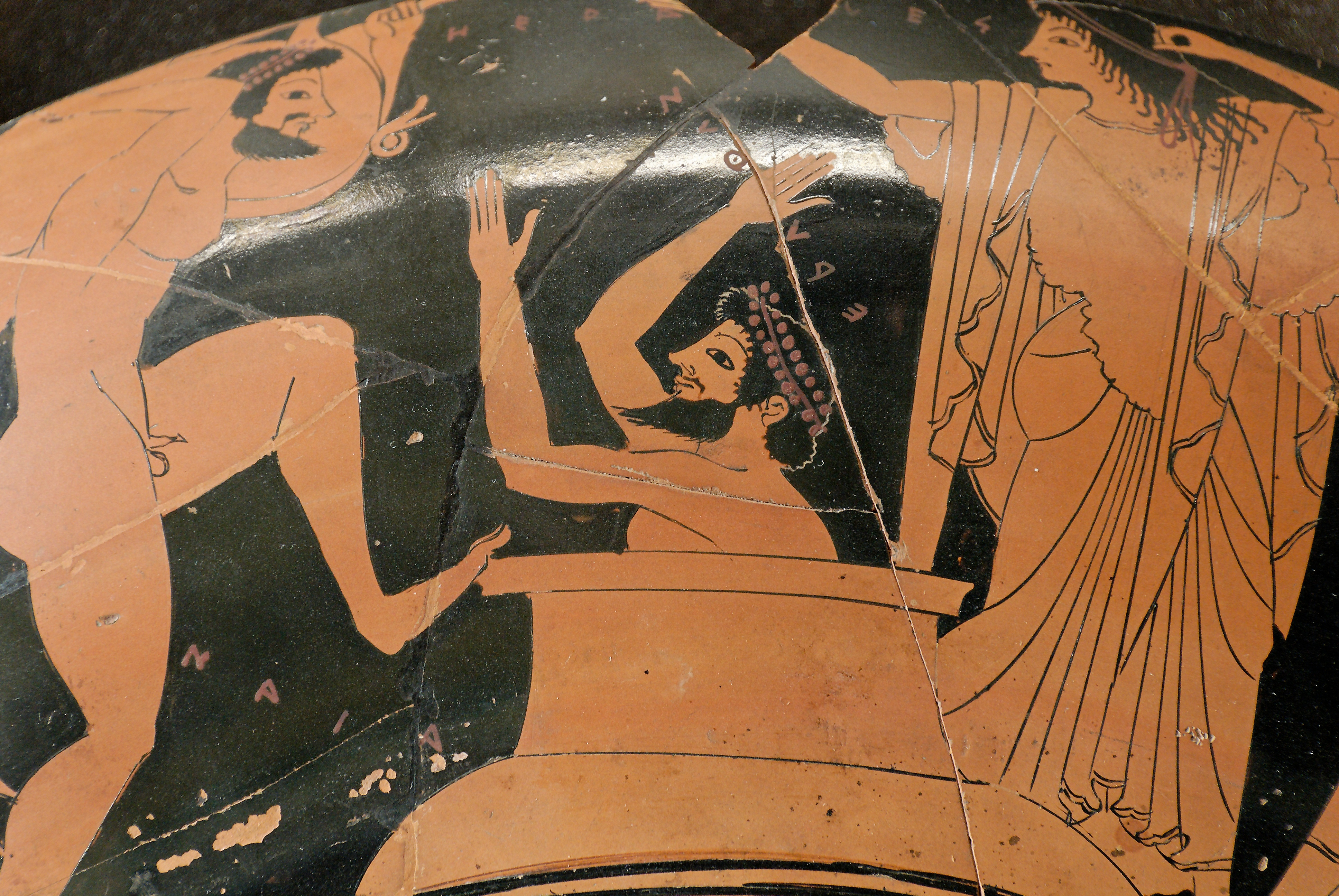
Euristeu oculto num cântaro enquanto Héracles empreende caçar o Javali de Erimanto, numa cerâmica de figuras vermelhas, c.

Euristeu (em grego: Εὐρυσθεύς; romaniz.: Eúrystheus), na mitologia grega, foi rei de Tirinto, uma das três fortalezas micênicas na Argólida, embora outros autores, incluindo Homero e Eurípides, o tenham considerado governante de Argos.

## Vida

### Família
Euristeu era filho do rei Estênelo e Nícipe (também chamado de Antíbia ou Arquipe), e era neto do herói Perseu. Suas irmãs eram Alcione e Medusa (Astimedusa). Euristeu casou-se com Antímaque,[a] filha de Anfidamas da Arcádia. Seus filhos foram Admete, Alexandre, Ifimedão, Euríbio, Mentor, Perimedes e Eurípilo.

### Trabalhos de Héracles
Na disputa de vontades entre Hera e Zeus sobre quem seria o herói destinado a derrotar as criaturas restantes que representavam uma velha ordem e trazer o reinado dos Doze Olímpicos, Euristeu era o candidato de Hera e Héracles - embora seu nome implique que num estágio arcaico da criação de mitos ele carregou a "fama de Hera" - era o candidato de Zeus. A arena às ações que trariam esta mudança profunda são os Doze Trabalhos impostos a Héracles por Euristeu. Os trabalhos foram concebidos como penitência pelo assassinato de sua própria família por Héracles, num ataque de loucura, que foi enviado por Hera; no entanto, mais motivações humanas, em vez de míticas, são fornecidas por mitógrafos que observam que suas respectivas famílias eram rivais pelo trono de Micenas. Detalhes dos episódios individuais podem ser encontrados no artigo sobre os Trabalhos de Héracles, mas Hera estava ligada a todos os oponentes que Héracles teve que superar.
O padrasto humano de Héracles, Anfitrião, também era neto de Perseu, e como o pai de Anfitrião (Alceu) era mais velho que o pai de Euristeu (Estênelo), ele poderia ter recebido o reino, mas Estênelo baniu Anfitrião por matar acidentalmente (um mitema familiar) o filho mais velho da família (Electrião). Pouco antes do nascimento de seu filho Héracles, quando Zeus proclamou que o próximo descendente de Perseu deveria assumir o reino, Hera frustrou suas ambições atrasando o trabalho de parto de Alcmena e fazendo com que seu candidato Euristeu nascesse prematuramente aos sete meses.
A primeira tarefa de Héracles foi matar o Leão da Nemeia e trazer de volta sua pele, que ele decidiu usar. Euristeu ficou tão assustado com o disfarce que se escondeu numa jarra de bronze subterrânea, e daquele momento em diante todos os trabalhos foram comunicados a Héracles através de um arauto, Copreu. Para seu segundo trabalho, matar a Hidra de Lerna, Héracles levou consigo seu sobrinho, Iolau, como cocheiro. Quando Euristeu descobriu que o sobrinho de Héracles o havia ajudado, declarou que o trabalho não havia sido concluído sozinho e, como resultado, não contava para os dez trabalhos que lhe foram atribuídos. A terceira tarefa de Euristeu não envolvia matar um animal, mas capturar um vivo - o cervo de Cerineia, uma corça com chifres dourados ou corça sagrada para Ártemis. Héracles sabia que teria que devolver a corça, como havia prometido, a Ártemis, então concordou em entregá-la com a condição de que o próprio Euristeu saísse e a pegasse dele. Euristeu saiu, mas no momento em que Héracles soltou a traseira, ela correu de volta para sua amante, e Héracles partiu, dizendo que Euristeu não tinha sido rápido o suficiente.
Quando Héracles voltou com o Javali de Erimanto, Euristeu ficou novamente assustado e se escondeu em sua jarra, implorando a Héracles que se livrasse da fera, o que Héracles obedeceu. A quinta tarefa proposta por Euristeu foi limpar os numerosos estábulos de Augias. Fazendo um acordo com Augias, Héracles propôs o pagamento de um décimo do gado de Augias se o trabalho fosse concluído com sucesso. Não acreditando que a tarefa fosse viável, Augias concordou, pedindo a seu filho Fileu que testemunhasse. Héracles redirecionou dois rios próximos (Alfeu e Pineu) através do estábulo, removendo o esterco rapidamente. Quando Augias soube da barganha de Héracles à tarefa, recusou o pagamento. Héracles levou o caso ao tribunal e Fileu testemunhou contra seu pai. Enfurecido, Augias baniu Fileu e Héracles da terra antes que o tribunal votasse. No entanto, Euristeu recusou-se a creditar o trabalho a Héracles, pois este o havia realizado mediante pagamento. Então Héracles foi e expulsou Augias do reino e instalou Fileu como rei. Héracles então pegou seu décimo do gado e o deixou pastando num campo perto de sua casa.
Em seu sexto trabalho, Héracles teve que expulsar as aves do lago Esfínfalo dos pântanos que eles atormentavam. Ele o fez, abatendo vários pássaros com suas flechas envenenadas pela Hidra e trazendo-os de volta a Euristeu como prova. Para seu sétimo trabalho, Héracles capturou o Touro de Creta, que foi levado laçado ao rei. Euristeu ofereceu sacrificar o touro a Hera, que odiava Héracles, mas ela rejeitou o sacrifício porque refletia glória para Héracles. O touro foi solto e vagou até Maratona, ficando conhecido como Touro de Maratona. Quando Héracles trouxe de volta com sucesso as éguas comedoras de homens de Diomedes, Euristeu dedicou os cavalos a Hera e permitiu-lhes vagar livremente pela Argólida.
Adquirir o cinturão de Hipólita, rainha das Amazonas, foi a nona tarefa de Héracles. Esta tarefa foi a pedido da filha de Euristeu, Admete. Para o décimo trabalho, roubou o gado do gigante Gerião, que Euristeu então sacrificou a Hera. Para o décimo primeiro trabalho, Héracles teve que obter as Maçãs das Hespérides; ele convenceu seu pai, o Titã Atlas, a ajudá-lo, mas fez sua parte no trabalho sustentando temporariamente o céu no lugar do titã. Para seu trabalho final, capturaria Cérbero, o cão de três cabeças que guardava a entrada do Hades. Quando conseguiu trazer de volta o animal que lutava, o aterrorizado Euristeu se escondeu em sua jarra mais uma vez, implorando a Héracles que fosse embora para sempre e levasse o cachorro com ele.

### Morte
Depois da morte de Héracles, Euristeu permaneceu amargurado com a indignidade que o herói lhe causou. Tentou destruir muitos filhos de Héracles (os heráclidas, liderados por Hilo), que fugiram para Atenas. Ele atacou a cidade, mas foi derrotado, e Euristeu e seus filhos foram mortos. Embora seja amplamente divulgado que Hilo matou Euristeu, as histórias sobre o assassino de Euristeu e o destino de seu cadáver variam, mas os atenienses acreditavam que o cemitério de Euristeu permaneceu em seu solo e serviu para proteger o país contra os descendentes de Héracles, que tradicionalmente incluía os espartanos e os argivos.